# گروتسی
گروتسی (به صربی: Grevci) یک منطقهٔ مسکونی در صربستان است که در کروشواتس واقع شده‌است. گروتسی ۴۱۵ نفر جمعیت دارد.